# Europäische Beobachtungsstelle zur Steuerpolitik
Die Europäische Kommission hat am 1. Juni 2021 die Einrichtung der Europäischen Steuerbeobachtungsstelle angekündigt. Diese Forschungseinrichtung soll die EU bei der Bekämpfung von Steuermissbrauch unterstützen. Der Anstoß zur Gründung der Beobachtungsstelle kam vom Europäischen Parlament.

## Aufgaben
Die von der Europäischen Union finanzierte Steuerbeobachtungsstelle soll die Politikgestaltung der EU durch Forschung, Analyse und Austausch auf Spitzenniveau unterstützen. Sie werde in völliger Unabhängigkeit Forschung betreiben, politische Entscheidungsträger objektiv informieren und Initiativen vorschlagen, die zur besseren Bekämpfung von Steuerhinterziehung, Steuervermeidung und aggressiver Steuerplanung beitragen könnten.
Die Europäische Steuerbeobachtungsstelle ist ein Konsortium von Wissenschaftlern, das für den Zeitraum 2020/21 EU-Mittel in Höhe von 1,2 Mio. EUR erhält, um Steuervermeidung, Steuerhinterziehung und aggressive Steuerplanung zu erforschen und die politischen Entscheidungsträger in der EU entsprechend zu beraten.

## Leitung
Unter der Leitung von Gabriel Zucman, einem französischen Wirtschaftswissenschaftler, seit 2019 Associate Professor an der University of California, Berkeley, soll die an der Paris School of Economics angesiedelte Steuerbeobachtungsstelle neue Ideen zur Bekämpfung der Steuervermeidung entwickeln und eine internationale Referenz für Forschung über Besteuerung in einer globalisierten Welt aufbauen. Zucman ist für seine Forschung zu Steueroasen bekannt. Seine Forschungsschwerpunkte betreffen die Anhäufung, Verteilung und Besteuerung des weltweiten Wohlstands.

## Geschichte
Die Beobachtungsstelle geht auf eine Idee der Grünen zurück, die diese im Oktober 2019 gemeinsam mit Sozialdemokraten und Liberalen im Europaparlament initiierten. Damit gelang damit die Finanzierung einer neuen Institution, die mittelfristig die Chancen auf eine stärkere EU-Politik gegen Steuerdumping und Finanzkriminalität erhöhen werde.